# Enrichetta Alfieri
Enrichetta Alfieri (al secolo Maria Angela Domenica; Borgo Vercelli, 23 febbraio 1891 – Milano, 23 novembre 1951) è stata una religiosa italiana della congregazione delle Suore della Carità di Santa Giovanna Antida Thouret, venerata come beata dalla Chiesa cattolica.
Alfieri si è guadagnata gli appellativi di "Mamma di San Vittore" e "Angelo di San Vittore" per il suo lungo lavoro nel carcere di San Vittore. Vi lavorava durante la seconda guerra mondiale quando i nazisti l'hanno arrestata con l'accusa di spionaggio. L'intervento del cardinale arcivescovo di Milano Alfredo Ildefonso Schuster ne assicurò la liberazione.
Papa Benedetto XVI approvò la sua beatificazione e delegò il cardinale Angelo Amato a presiedere la celebrazione della beatificazione nel Duomo di Milano il 26 giugno 2011.

## Biografia
Maria Angela Domenica Alfieri nacque nel 1891 a Borgo Vercelli da Giovanni Alfieri e Rosa Compagnone. Era la figlia maggiore; le sue due sorelle erano Angela e Adele mentre il minore dei suoi fratelli era Carlo.
I suoi genitori la istruirono da bambina prima ancora che frequentasse la scuola. Eccelleva nell'arte e nel ricamo. Si occupava anche dei campi a casa e aiutava nelle faccende domestiche.
Fin dalla sua infanzia avrebbe avuto chiaro che sarebbe entrata nella vita religiosa e tentò di farlo nella sua adolescenza con grande dispiacere dei suoi genitori che le chiesero di rimanere a casa fino all'età di 20 anni. Divenne postulante della congregazione di Saint Jeanne-Antide Thouret nel dicembre 1911. nel Monastero di Santa Margherita, con il nome di "Enrichetta". Conseguì il diploma magistrale il 12 luglio 1917. Alfieri lavorò come maestra d'asilo a Vercelli, ma fu costretta a rinunciare all'incarico nel 1917 dopo che si scoprì che le era stato diagnosticato il morbo di Pott.
Alfieri sarebbe guarita – in quello che fu ritenuto un miracolo – il 25 febbraio 1923 dopo essere andata in pellegrinaggio a Lourdes in Francia. Nell'aprile del 1920 si era recata a Milano per accertamenti e cure – senza risultati – e in seguito le era stata diagnosticata una spondilite degenerativa. Le sue condizioni peggiorarono a Vercelli e fu spesso impossibilitata a muoversi a causa di forti dolori. Nel maggio 1922 i suoi superiori la mandarono a Lourdes per un pellegrinaggio nella speranza che si compisse un miracolo, ma non successe nulla; riportò con sé una bottiglia d'acqua da Lourdes, da cui sorseggiare quando avvertiva forti dolori. Nel gennaio 1923 i medici la dichiararono in fin di vita e il 5 febbraio 1923 ricevette l'Unzione degli infermi. Il 25 febbraio 1923 alle otto di sera sorseggiò l'acqua, svenne brevemente e avrebbe sentito una voce dirle: "Alzati". Si alzò dal letto senza provare dolore e in seguito scrisse di questo momento: "le porte del Cielo si sono chiuse, quelle della vita si sono riaperte".
Si riprese così bene che il 24 maggio 1923 fu assegnata a gestire i detenuti a Milano nel carcere di San Vittore. Divenne nota tra i carcerati per la sua cura e il suo affetto, e come tale fu insignita dei due appellativi di "Madre di San Vittore" e "Angelo di San Vittore"; fu nominata superiora nel 1939.
La prigione divenne in seguito un quartier generale delle SS per i nazisti durante la seconda guerra mondiale e in seguito la prigione ospitò sacerdoti e suore oltre a ebrei e combattenti della resistenza. Alfieri e le sue consorelle aiutarono a contrabbandare rifornimenti e messaggi agli ebrei e ad altri in fuga dalle persecuzioni e collaborò anche con le autorità ecclesiastiche per intervenire per coloro che avevano bisogno di aiuto; collaborò anche con il cardinale di Milano Alfredo Ildefonso Schuster. Il 23 settembre 1944 i nazisti intercettarono un messaggio di una detenuta ebrea destinato ai suoi fratelli, a lei consegnato, e così fu arrestata con l'accusa di spionaggio e condannata a morte o alla reclusione nel Terzo Reich in un campo di concentramento; trascorse undici giorni in detenzione come prigioniera numero 3209. Intervennero personalità ecclesiastiche – quali il cardinale Schuster – e così fu rilasciata ed esiliata per due mesi a Grumello del Monte (Bergamo) in un manicomio, dove scrisse una memoria della sua prigionia; Schuster aveva scritto anche a Benito Mussolini chiedendogli la grazia per Alfieri. Dopo la Liberazione, il 7 maggio 1945 fu riassegnata al carcere di San Vittore e si dedicò ai prigionieri di guerra, compresi i loro ex carcerieri, ovvero fascisti e donne simpatizzanti della Repubblica sociale.
Alfieri si fratturò il femore dopo una caduta fuori dal Duomo di Milano nel settembre del 1950; la guarigione fu ostacolata da complicanze epatiche e polmonari. Dichiarò riguardo alla sua morte imminente: "Non credevo fosse così bello morire". Morì alle tre del pomeriggio del 23 novembre 1951. I detenuti di San Vittore si recarono a visitare le sue spoglie prima del suo funerale in segno di rispetto all'"Angelo di San Vittore". Le esequie si svolsero nella Basilica di San Vittore.
Nel 1995 la salma venne traslata dal cimitero di Borgo Vercelli all'Istituto delle Suore della Carità a Milano.

## Beatificazione
Il processo di beatificazione fu avviato sotto papa Giovanni Paolo II dopo essere stata nominata serva di Dio il 22 novembre 1994, quando la Congregazione delle Cause dei Santi aveva emesso il nihil obstat ufficiale alla causa che si stava aprendo. Il cardinale Carlo Maria Martini inaugurò il processo diocesano il 30 gennaio 1995 e lo chiuse il 20 aprile 1996; la Congregazione convalidò il processo il 6 dicembre 1996. Nel processo diocesano testimoniò a suo favore anche un non credente quale Indro Montanelli, già prigioniero a San Vittore.
La Congregazione ricevette la Positio nel 2001 e la inoltrò a un congresso di teologi il 6 marzo 2009 per la loro approvazione ufficiale. Il verdetto positivo di quest'ultimo consentì all'organo vaticano di votare anch'esso a favore del dossier il 17 novembre 2009. Papa Benedetto XVI proclamò Alfieri venerabile il 19 dicembre 2009 dopo aver confermato che la defunta religiosa aveva vissuto una vita modello di virtù eroica.
Il processo per indagare su un miracolo si aprì il 28 maggio 2002 in un processo diocesano che il cardinale Martini inaugurò nell'arcidiocesi di Milano e chiuse il 29 giugno 2002. Il processo ricevette la convalida il 12 marzo 2004 e ricevette l'approvazione della commissione medica il 28 ottobre 2010. Anche i teologi approvarono il miracolo il 14 gennaio 2011 e anche la Congregazione votò per approvare il miracolo il 1º marzo 2011. Papa Benedetto XVI riconobbe la guarigione come un miracolo credibile il 2 aprile 2011. Il miracolo avrebbe comportato la guarigione negli anni '90 di Stefania Copelli.
Benedetto XVI delegò il cardinale Angelo Amato a presiedere la beatificazione fuori dal Duomo di Milano il 26 giugno 2011.
La postulatrice assegnata alla causa è suor Anna Antida Casolino.